# Museu de Luxemburgo
Musée du Luxembourg (ou Museu de Luxemburgo) é um museu na 19 rue de Vaugirard no 6º arrondissement de Paris. Estabelecido em 1750, foi inicialmente um museu de arte localizado na ala leste do Palácio de Luxemburgo (a ala oeste correspondente abrigava o ciclo Marie de' Medici de Peter Paul Rubens) e em 1818 se tornou o primeiro museu de arte contemporânea. Em 1884, o museu mudou-se para seu prédio atual, o antigo orangerie do Palácio. O museu foi assumido pelo Ministério da Cultura francês e pelo Senado francês em 2000, quando começou a ser usado para exposições temporárias, e tornou-se parte da Réunion des Musées Nationaux em 2010.

## História
De 1750 a 1780, foi a primeira galeria pública de pintura em Paris, exibindo a coleção do rei, que incluía a Madona do Coelho de Ticiano, a Sagrada Família de Da Vinci ( A Virgem e o Menino com Santa Ana ou a Virgem das Rochas) e quase uma centena de outras obras de Velhos Mestres que agora formam o núcleo do Louvre. Em 1803, o Museu de Luxemburgo reabriu exibindo pinturas de diversos artistas, de Nicolas Poussin a Jacques-Louis David. Foi então dedicado a artistas vivos de 1818 a 1937. Grande parte do trabalho aqui exibido pela primeira vez foi parar em outros museus de Paris, incluindo o Jeu de Paume, a Orangerie, e finalmente o Musée National d'Art Moderne e o Musée d'Orsay.